# باتريك لاو
باتريك لاو (بالصينية: 劉秀成) هو قاضي صلح ‏ ومهندس معماري وسياسي صيني، ولد في 1 يونيو 1944 في ماكاو في الصين.